# Mimastrella
Mimastrella is een geslacht van kamsterren uit de familie Astropectinidae.

## Soort
- Mimastrella cognata (Sladen, 1889)